# رومولوس ميتشل سوندرز
رومولوس ميتشل سوندرز (بالإنجليزية: Romulus Mitchell Saunders)‏ (و. 1791 – 1867 م) هو سياسي، ومحام، ودبلوماسي من الولايات المتحدة الأمريكية .
وهو عضو في الحزب الديمقراطي الأمريكي .